# الأذربيجانيون في أرمينيا
الأذربيجانيون في أرمينيا (بالأذرية: Ermənistan azərbaycanlıları or Qərbi azərbaycanlılar)‏: يبلغ عددهم 29 نسمة حسب تعداد أرمينيا لعام 2001. على الرغم من أنهم كانوا في السابق أكبر أقلية في البلاد وفقًا لتعدادات 1831 -1989، إلا أنهم غير موجودين فعلياً منذ 1988-1991؛ عندما فر معظمهم أو أجبروا على مغادرة البلاد نتيجة للتوترات الناجمة عن حرب مرتفعات قره باغ الأولى إلى أذربيجان المجاورة. تقدر المفوضية السامية للأمم المتحدة لشؤون اللاجئين أن عدد السكان الأذربيجانيين الحاليين في أرمينيا يتراوح بين 30 إلى بضع مئات من الأشخاص، حيث يعيش معظمهم في المناطق الريفية بالإضافة إلى كبار السن أو المرضى. ويقال إن معظمهم قد غيروا أسماءهم للحفاظ على مستوى منخفض من الشهرة لتجنب التمييز.

## أنظر أيضا
- العلاقات الأرمينية الأذربيجانية
- أذربيجان الغربية (مفهوم سياسي)
- الإسلام في أرمينيا
- المسجد الأزرق (يريفان)